# Yamoussoukro
Yammoussoukro er den administrative hovedstad i Elfenbenskysten og et autonomt distrikt i landet. Hele distriktet havde ca. 422.000 indbyggere i 2021 Byen har et befolkningstal på 281.735 i samme folketælling, hvilket gør den til den femtestørste by i Elfenbenskysten.  Den ligger omkring 240 km nordvest for Abidjan, der er det administrative center ved kysten. Området er bakket og har sletter, og kommunen dækker omkring 3.500 km2.
Før 2011 var det distrikt, som nu er kendt som Yamoussoukro, en del af Lacs Region. Distriktet blev skabt i 2011 og delt op i departementerne Attiégouakro og Yamoussoukro. Sammenlagt består distriktet af 169 bosættelser. Yamoussoukro er et underpræfektur i Yamoussoukro Department og er også en kommune; siden 2012 har det været den eneste kommune i det autonome distrikt Yamoussoukro.
Den nuværende guvernør i distriktet er Augustin Thiam.
Yamoussoukro udtales normalt "Yam-So-Kro" af indbyggerne.

## Historie
Høvding Yamousso, niece til Kouassi N'Go, styrede landsbyen N'Gokro under den franske kolonisering i midten af 1800-tallet. Da var indbyggertallet 457 og landsbyen var en af 129 akouélandsbyer.
Diplomatiske og kommercielle forbindelser blev oprettet, men i 1909 gjorde akouéene, på ordre fra høvdingen af Djamalbo, oprør mod administrationen.  Den franske administrator, Simon Maurice, kom levende fra det takket være velvilje fra Kouassi N'Go. Denne tidligere leder nød stor respekt blandt akouéene og han fik dem fra at starte en krig som kunne være endt i en katastrofe.
Da situationen havde normaliseret sig flyttede  den franske militærstation  til Yamoussoukro. Til ære for Kouassi N'Go byggede den franske administration en pyramide, og byen blev til ære for Yamousso omdøbt fra  N'Gokro til Yamoussoukro.
I 1919 blev administrationen flyttet væk fra Yamoussoukro og Félix Houphouët-Boigny blev leder for landsbyen i 1939. I en lang periode var den lille landbrugsby havnet  i skyggen. Men efter krigen, da African Agricultural Trade Union blev oprettet og havde den første konference i Yamoussoukro, begyndte byen at snige sig ud  af skyggerne igen selv om udviklingen først for alvor tog fart efter  Elfenbenskystens selvstændighed  i 1964.
Siden den franske koloniseringen af Elfenbenskysten og selvstændigheden, har landet haft tre andre hovedstæder. Grand-Bassam (1893), Bingerville (1900) og Abidjan  (1933). Abidjan er fremdeles den økonomiske hovedstad.

## Byen i dag
Den 6. november 2004 blev Yamoussoukros lufthavn angrebet af fransk militær efter at et fly fra FNs fredsstyrker blev angrebet af et fly fra flyvepladsen. Ni franskmænd og en amerikaner blev dræbt i angrebet. To Sukhoj Su-25-fly og flere Mil Mi-24-helikoptere blev ødelagt under angrebet. Dette var hovedparten af Elfenbenskystens luftvåben. Efter angrebet blev franske tropper mål for oprørere.
I Yamoussoukro kan man se verdens største kristne kirke, La Basilique Notre-Dame de la Paix, som blev indviet af Pave Johannes Paul 2. den 10. september 1990.
Andre nævneværdige steder er Kossou Dam, eller Kossoudæmningen, Félix-Houphouët-Boigny-Boigny Polytechnic Institute,  Palace of Hosts og Yamoussoukros lufthavnen som er den eneste i Afrika, som er stor nok til et Concordefly.

## Klima
| Vejr for Yamoussoukro, Elfenbenskysten | Vejr for Yamoussoukro, Elfenbenskysten | Vejr for Yamoussoukro, Elfenbenskysten | Vejr for Yamoussoukro, Elfenbenskysten | Vejr for Yamoussoukro, Elfenbenskysten | Vejr for Yamoussoukro, Elfenbenskysten | Vejr for Yamoussoukro, Elfenbenskysten | Vejr for Yamoussoukro, Elfenbenskysten | Vejr for Yamoussoukro, Elfenbenskysten | Vejr for Yamoussoukro, Elfenbenskysten | Vejr for Yamoussoukro, Elfenbenskysten | Vejr for Yamoussoukro, Elfenbenskysten | Vejr for Yamoussoukro, Elfenbenskysten | Vejr for Yamoussoukro, Elfenbenskysten |
|                                        | Jan                                    | Feb                                    | Mar                                    | Apr                                    | Maj                                    | Jun                                    | Jul                                    | Aug                                    | Sep                                    | Okt                                    | Nov                                    | Dec                                    | År                                     |
| -------------------------------------- | -------------------------------------- | -------------------------------------- | -------------------------------------- | -------------------------------------- | -------------------------------------- | -------------------------------------- | -------------------------------------- | -------------------------------------- | -------------------------------------- | -------------------------------------- | -------------------------------------- | -------------------------------------- | -------------------------------------- |
| Gennemsnitlig maks °C                  | 31,5                                   | 33,5                                   | 33,5                                   | 32,9                                   | 31,7                                   | 30,1                                   | 28,6                                   | 28,5                                   | 29,3                                   | 30,1                                   | 30,7                                   | 30,1                                   | 30,9                                   |
| Gennemsnitlig °C                       | 25,2                                   | 27,3                                   | 27,6                                   | 27,3                                   | 26,5                                   | 25,6                                   | 24,5                                   | 24,5                                   | 24,8                                   | 25,2                                   | 25                                     | 24,5                                   | 25,7                                   |
| Gennemsnitlig min °C                   | 18,9                                   | 21,2                                   | 21,8                                   | 21,8                                   | 21,3                                   | 21,1                                   | 20,4                                   | 20,6                                   | 20,4                                   | 20,4                                   | 20,3                                   | 19                                     | 20,6                                   |
| Gennemsnitlig nedbør mm                | 13                                     | 42                                     | 108                                    | 126                                    | 155                                    | 165                                    | 88                                     | 83                                     | 170                                    | 125                                    | 36                                     | 15                                     | 1,126                                  |